# Pathologisierung
Als Pathologisierung (zur Etymologie siehe Pathologie) gilt die Deutung von Verhaltensweisen, Empfindungen, Wahrnehmungen, Gedanken, sozialen Verhältnissen oder zwischenmenschlichen Beziehungen als krankhaft. In einem umfassenderen Sinn bezieht sich Pathologisierung nicht nur auf die Bewertung von psychischen und sozialen Phänomenen als krankhaft. Vielmehr geht es auch um Abweichungen vom medizinisch definierten Normalzustand, die keine nennenswerte Funktionsbeeinträchtigung mit sich bringen, von den meisten Betroffenen als nicht nachteilig empfunden werden oder – wie Symptome des Alterns – als normale körperliche Vorgänge verstanden werden. Die Pathologisierung gilt als Teilaspekt einer umfassender verstandenen Medikalisierung der Gesellschaft. Als Spezialform der Pathologisierung wird die Strategie pharmazeutischer Unternehmen verstanden, durch Aufbauschen der Häufigkeit (Prävalenz) von Krankheiten ein sogenanntes Disease Mongering zu betreiben.
Da Krankhaftes als unerwünscht angesehen wird und als zu therapieren gilt, geht mit der Pathologisierung eine negative Bewertung einher. Oft wird kritisiert, dass die wertenden Komponenten nicht als solche zur Sprache gebracht, sondern als medizinische Tatsachenfeststellung ausgegeben werden. Was in einer Gesellschaft als negativ beurteilt wird, unterliegt Veränderungen. Im herrschenden Verständnis als krankhaft gedeutete Zustände oder Prozesse können deshalb nach gesellschaftlichen Veränderungen als Pathologisierungen erscheinen. Ein bekanntes Beispiel ist die Pathologisierung der Homosexualität. Im nationalsozialistischen Deutschland kam es zu einer Pathologisierung der pluralistischen Gesellschaft, insofern aufgrund einer wissenschaftlich unhaltbaren Rassenhygiene der „gesunde Volkskörper“ gefordert wurde.
Analog bedeutet die Pathologisierung individueller Komponenten, wie sie in manchen Fällen in der Psychiatrie (Psychiatrisierung) praktiziert wird, ihre Herauslösung aus den individuell-psychischen und gesellschaftlichen Zusammenhängen. Die pathologisierte Komponente wird dabei als Störung gedeutet, die zu beseitigen oder medikamentös zu unterdrücken sei, ohne dabei die Identität des Patienten in Frage zu stellen.

## Relativität des Krankheitsbegriffs
Würde die gesundheitliche Norm wertfrei über die mehrheitliche oder durchschnittliche körperliche oder geistige Verfassung einer Bevölkerung definiert, so würden u. U. Volkskrankheiten wie Zahnkaries ausgeschlossen oder sogar alle Abweichungen vom Durchschnitt pathologisiert. Zudem ist die körperliche und geistige Verfassung der Bevölkerung dem Wandel unterworfen. Mathematisch definierte Grenzen, die sich an der Standardabweichung von einem Mittelwert orientieren, erscheinen häufig als beliebig.
In die Definition von Krankheit fließen auch subjektive Komponenten ein. Wird die gesundheitliche Norm rein subjektiv über das individuelle Wohlbefinden definiert, lassen sich keine allgemeingültigen Diagnosen mehr stellen, vgl. → Befindlichkeitsstörung. Diese sind jedoch zur Indikation von Therapien notwendig, wenn etwa eine wirksame Einwilligung des Patienten nicht möglich ist. Sie sind auch entscheidend, wenn Haftungsfragen zu klären sind oder eine Operation über die Krankenkasse finanziert werden muss. Häufig stehen subjektive Einschätzungen von Patienten über die eigene Gesundheit sehr stark mit Einschätzungen von Gesundheitsexperten im Widerspruch. So gehen in Staaten mit hohem Alphabetisierungsgrad und längerer Lebenserwartung mehr Menschen davon aus krank zu sein als in Staaten mit schlechter medizinischer Versorgung und einer hohen Rate von Analphabetismus.
Als krankhaft in einem normativen Sinn kann eine Erscheinung gelten, die statistisch gesehen zu einem deutlich früheren Eintritt des Todes oder zu Veränderungen führt, die von den Betroffenen auf lange Sicht und typischerweise als Leiden angesehenen wird. Allerdings sind auch solche gesellschaftlichen Bewertungen oft nicht eindeutig. Was in bestimmten Gesellschaften als Weltschmerz, Melancholie oder anlassbezogen als Trauer bewertet wird, gilt in anderen als therapiebedürftige Depression. Je nach Definition gibt es daher große Bandbreiten. Beispielsweise wird die Prävalenz von Sozialphobie (mit anderen Worten eine definitionsgemäß über die bloße Schüchternheit hinausgehende Angst vor Sozialkontakten) abhängig von den Diagnosekriterien zwischen 1,9 und 18,7 % angegeben.
Einen bedeutenden Beitrag zur Erklärung der Funktionsweise von Pathologisierungen als Herrschaftstechnik leistete Michel Foucault in „Wahnsinn und Gesellschaft“ (1961) und „Geburt der Klinik“ (1963).

## Folgen der Pathologisierung
Obwohl Pathologisierung häufig in einem kritischen Sinne verwendet wird, wird der zugrundeliegende Sachverhalt nicht in jedem Fall und von allen Autoren negativ bewertet. In vielen Fällen führt das Verständnis der physiologischen Wirkmechanismen von Leiden dazu, dass nachteilige gesundheitliche Zustände nicht mehr als schicksalhaft hingenommen werden müssen, sondern wirksame Therapien entwickelt werden können.
Andererseits kann die Erklärung von nachteiligen Zuständen oder Prozessen zu Krankheiten auch zu einer Passivität führen, die für den Einzelnen nachteilig sein kann. In einer einflussreichen Kritik am Medizinsystem schrieb der österreichisch-amerikanische Philosoph und Kulturkritiker Ivan Illich: “People are conditioned to get things rather than to do them … They want to be taught, moved, treated, or guided rather than to learn, to heal, and to find their own way.” (deutsch: „Menschen werden darauf konditioniert, Sachen zu bekommen, anstatt sie zu tun … Sie wollen gelehrt, bewegt, behandelt oder geführt werden, anstatt zu lernen, zu heilen und ihren eigenen Weg zu finden.“) Diese Haltung kann dazu führen, dass soziale oder psychische Ursachen unterschätzt werden und somatische Therapien als Allheilmittel für unterschiedlichste Probleme angesehen werden. Dabei plädiert Illich nicht für ein Verzicht auf moderne Technik, aber dafür, sie mit der Fähigkeit zur individuellen und gemeinschaftlichen Selbsthilfe zu verbinden.

## Fälle der Kritik an Pathologisierungen

### Pathologisierung von Geschlecht und sexueller Ausrichtung
Von Feministinnen und Geschlechterforschern wird oft auf eine Pathologisierung des weiblichen Geschlechts, insbesondere bezüglich Menstruation, Schwangerschaft und Klimakterium, hingewiesen. Auch Homosexualität wurde lange Zeit, seit einer Einstufung durch den Psychiater Richard von Krafft-Ebing als psychische Krankheit angesehen. Allerdings führte diese Pathologisierung zunächst dazu, dass von einer Bestrafung von Homosexuellen abgesehen wurde. Erst Ende des 20. Jahrhunderts wurde die Homosexualität aus den gängigen Klassifikationssystemen für psychische Krankheiten herausgenommen (siehe Homosexualität). Der Biologe Cord Riechelmann spricht zudem von der Pathologisierung der Intersexualität durch die Medizin seit dem 18. Jahrhundert. Auch Transidentität hatte früher entsprechende Einträge als Krankheit in den Klassifikationssystemen: „Transsexualität“ (302.5) wurde erstmals in der ICD-9 (1975) genannt und dort den „Sexuellen Verhaltensabweichungen und Störungen“ zugeordnet, „Transsexualismus“ fiel in der von 1990 bis 2022 gültigen ICD-10 (F64.0) unter „Störungen der Geschlechtsidentität“ (F64) und war damit allgemein den „Persönlichkeits- und Verhaltensstörungen“ (F60 – F69) zugeordnet.

### Rassenhygiene als Form der Pathologisierung des „Volkskörpers“
Eine besondere Bedeutung hatte die Pathologisierung im nationalsozialistischen Deutschland. Die Gesellschaft wurde hier biologistisch als „Volkskörper“ aufgefasst, der von „Schädlingen“ befallen und durch Vernichtung dieser „Schädlinge“ zu „heilen“ sei.

### Antipsychiatrie als Fundamentalkritik
Im Bereich psychischer Störungen wurde insbesondere in den 1960er Jahren von der Antipsychiatrie die Möglichkeit objektiver psychiatrischer Diagnosen grundsätzlich in Zweifel gezogen. Als krank würde gelten, wer von der sozialen Norm abweicht. Die Vertreter der Antipsychiatrie sahen in den psychisch Kranken Opfer gesellschaftlicher Repression, die erst durch das sogenannte Labeling per Diagnose krank gemacht („pathologisiert“) wurden. Auch wenn die grundsätzliche Kritik der Antipsychiatrie am Stellen von Diagnosen als gescheitert gilt, gibt es doch im Einzelnen weiterhin große Probleme, zwischen krankhaften und gesunden psychischen Zuständen klar zu unterscheiden.

### Pathologisierung durch die Pharmaindustrie und plastische Chirurgie
In neuerer Zeit wird vor allem unter dem Stichwort des „Disease Mongering“ auf den Einfluss von Pharmaunternehmen und Lobbyverbänden bei der Definition von Krankheiten hingewiesen. Ein kontroverses Beispiel aus dem Bereich der Psychiatrie ist die Prävalenz von ADHS. Hier wird in der öffentlichen Diskussion das Risiko hervorgehoben, dass unruhige oder unkonzentrierte oder einfach nur lebhafte Kinder medizinisch pathologisiert würden. So gäbe es eine „Grauzone“ zwischen bestimmungsgemäßem und nicht bestimmungsgemäßem Gebrauch von Ritalin, der vor allem auf Unschärfen bei der Diagnose von ADHS sowie Narkolepsie zurückzuführen sei.
Beispiele für somatische Krankheiten, deren Häufigkeit stark umstritten ist, sind das Colon irritabile oder das Restless-Legs-Syndrom. Im Bereich der Gynäkologie ist die „Hypertrophie“ der Labia minora eine Diagnose, die als Indikation für plastisch-chirurgische Eingriffe der Kritik ausgesetzt ist. Oft würde nicht ausreichend über die natürliche Varianz des Aussehens aufgeklärt, so dass sich Patientinnen aufgrund einer falschen Vorstellung über die mangelnde Normalität ihres Aussehens zu einem Eingriff entschließen würden.